# Австрийская экспедиция в Бразилию
Австрийская экспедиция в Бразилию (нем. Österreichische Brasilien-Expedition) — исследовательская экспедиция, организованная руководством Австрийской империи для изучения малоизвестных территорий в Южной Америке в 1-й половине XIX столетия (1817—1835).

## Подготовка и состав
Идея проведения Австрией «Бразильской экспедиции» появилась в 1816 году вследствие предстоящего обручения (13 мая 1817 года) дочери австрийского императора Франца II, эрцгерцогини Марии Леопольдины с наследником португальского престола доном Педру (тогда Бразилия являлась фактически колонией Португалии, хотя в 1815 и получила статус королевства, находящегося в унии с Португалией). После окончания Наполеоновских войн во многих странах Европы повысился интерес к заморским, дальним странам, а также к исследованию и эксплуатации богатств колониальных территорий. Немалую роль в этом сыграли путешествия по Южной и Северной Америке выдающегося немецкого учёного Александра фон Гумбольдта.
Первоначально экспедиция финансировалась из личных средств министра иностранных дел Австрии, князя Клеменса Меттерниха. Он же принял на себя и номинальное руководство экспедицией. Фактически же её начальником был директор Естественнонаучного кабинета при австрийском императорском дворе Карл Франц Антон фон Шрайберс. Он же подбирал и учёных: зоолога Иоганна Наттерера, ботаника Генриха Вильгельма Шотта, минералога Иогана Баптиста Поля, препаратора и егермейстера Фердинанда Зохора. Экспедицию сопровождали художники Томас Эндер и Иоганн Бухбергер. Кроме этого, узнав о проведении Австрией экспедиции в Южную Америку, для участия в ней прислали своих представителей король Баварии (ботаника Карла Фридриха фон Марциуса и консерватора Иоганна Баптиса фон Спикса) и Великий герцог Тосканы (ботаника Джузеппе Радди). Таким образом, вместе с личным учителем эрцгерцогини Рохусом Шюхом «штаб» экспедиции равнялся 14 членам.
Основной целью, поставленной перед учёными, было изыскание необходимых для торговли с Европой материалов и ресурсов, а также поиск полезных растений и животных, выращивание и разведение которых было бы возможно в условиях Центральной Европы.

## Путешествие
Экспедиция отправилась в путь 9 апреля 1817 года из австрийского порта Триест на 2 фрегатах - Австрии и Августе. Через два дня оба корабля попали в жестокий шторм, после чего ремонтировались в различных портах. Австрия с частью членов экспедиции прибыла в столицу Бразилии Рио-де-Жанейро 14 июня. Августа же, на борту которой находилась и Мария-Леопольда, пришла сюда в сопровождении 2 португальских кораблей сопровождения лишь 4 ноября.
После того, как в Рио наконец собрались все участники экспедиции, было решено сперва совершить несколько рейдов тремя группами в окрестностях Рио-де-Жанейро, чтобы собранные материалы могли уйти в Европу вместе со вскоре отплывающими австрийскими фрегатами. Одну группу составили баварские учёные и их сопровождающие, две другие возглавили Наттерер и Микан. Эти группы вернулись в Рио в период между мартом и маем 1818 года. 1 июня 1818 года австрийские корабли с собранной к этому времени коллекцией отплыли в Европу. С ними уплыли и часть учёных. Отправились домой и оба художника: Т.Эндер, не смогший привыкнуть к местному климату, и зарисовывавший растения Бухбергер, тяжело раненый вследствие несчастного случая (скончался от его последствий в 1821). С первым уходившим кораблём покинул экспедицию и её научный руководитель профессор Микан, как и итальянский профессор Радди.
Продолжали свои исследования учёные Наттерер, Поль и Шотт — впрочем, поодиночке. Шотт составлял коллекцию живых растений. Поль заботился о минералогическом собрании экспедиции, а также собирал материалы для опубликованной им впоследствии книги Путешествие во внутренние районы Бразилии (Reise im Innern von Brasilien), ставшей важным источником по естествоведению и социальной истории Бразилии. В 1821 году, вследствие осложнившейся в Бразилии политической обстановки и начавшихся беспорядков, Поль и Шотт были отозваны на родину — так как посланник Австрии в Бразиллии Штюрмер принял решение прекратить экспедицию.
Однако Наттерер и Зохор отказались прекратить исследования и решили продолжить изучение страны уже за собственный счёт и на собственный риск. Наттерер совершил 10 индивидуальных исследовательских путешествий в различные районы Бразилии — вокруг Сан-Паулу и Рио-де-Жанейро, в провинции Минас-Жерайс, в Амазонию и к боливийской границе. Эти поездки проходили в сложнейших условиях: оба исследователя тяжело болели. Зохор вследствие болезни скончался 13 декабря 1826 года.
Наттерер и Зохор сумели собрать огромные коллекции научных материалов: более 1.000 млекопитающих, 12.000 птиц, и почти 33.000 насекомых. Кроме этого, коллекции рыб, амфибий, моллюсков, минералов, семян, яиц и пр. Особую ценность представляла этнографическая коллекция, состоявшая из более чем 2.000 предметов быта индейских племён центральной части Южной Америки. После 18 лет исследований, 15 сентября 1835 года, Наттерер покинул Бразилию.
В 1821—1836 годах бразильские коллекции хранились в специальном здании в Вене (так называемом «Бразилиануме»), став одним из главных аттракционов австрийской столицы. Здесь же жила и пара привезённых Полем из Бразилии в 1821 году индейцев-ботокудов. Впрочем, женщина вскоре умерла, а её муж в 1824 был отправлен обратно в Бразилию. После истечения срока аренды в 1836 экспозиция была закрыта. Часть экспонатов (в первую очередь по зоологии) погибла во время революции 1848. Однавко этнографическая коллекция, собранная Наттерером, полностью сохранилась и стала основой для открытого в Вене в 1928 году Этнографического музея.